# Combretum
Combretum, és el gènere tipus de la família Combretaceae. Són arbres o arbusts que són plantes natives de l'Àfrica tropical i subtropiccl amb algunes espècies asiàtiques o neotropicals americanes. S'assemblen exteriorment als salzes però no n'estan estretament emparentades.
El botànic George Don les estudià exhaustivament.

## Algunes espècies
- Combretum aculeatum
- Combretum albidum
- Combretum albopunctatum Suesseng.
- Combretum apiculatum Sond.
  - Combretum apiculatum ssp. apiculatum
  - Combretum apiculatum var. leutweinii (Schinz) Exell
- Combretum bracteosum (Hochst.) Brandis
- Combretum caffrum –
- Combretum celastroides Welw. ex Laws.
- Combretum coccineum
- Combretum collinum Fresen.
  - Combretum collinum ssp. gazense (Swynn. & Bak.f.) Okafor
  - Combretum collinum ssp. ondongense (Engl. & Diels) Okafor
  - Combretum collinum ssp. suluense (Engl. & Diels) Okafor
  - Combretum collinum ssp. taborense (Engl.) Okafor
- Combretum comosum
- Combretum constrictum (Benth.) M.A.Lawson
- Combretum decandrum
- Combretum dolchipeles
- Combretum edwardsii –, Natal Combretum
- Combretum elaeagnoides Klotzsch
- Combretum elegans Camb.
- Combretum engleri Schinz
- Combretum erythrophyllum (Burch.) Sond. – muvuvhu
- Combretum extensum
- Combretum flagrocarpum
- Combretum fragrans F.Hoffm.
- Combretum fruticosum (Loefl.) Stuntz, Espècie tipus
- Combretum ghasalense
- Combretum grandiflorum
- Combretum gueinzii Sond.
- Combretum hereroense Schinz

- Combretum holstii Engl.
- Combretum imberbe –
- Combretum indicum
- Combretum kraussii Hochst.
- Combretum latifolium
- Combretum lanceolatum Pohl.
- Combretum laxum
- Combretum leprosum Mart.
- Combretum llewelynii
- Combretum micranthum – Kinkeliba
- Combretum microphyllum
- Combretum moggii Exell
- Combretum molle R.Br. ex G.Don
- Combretum monetaria Mart.
- Combretum mossambicense
- Combretum nelsonii Duemmer
- Combretum obovatum F.Hoffm.
- Combretum ovalifolium
- Combretum padoides –
- Combretum paniculatum Vent. (= C. microphyllum)
- Combretum petrophilum Retief
- Combretum pisoniiflorum (Klotzsch) Engl.
- Combretum platypterum
- Combretum psidioides Welw.
  - Combretum psidioides ssp. dinteri (Schinz) Engl.
  - Combretum psidioides ssp. psidioides
- Combretum quadrangulare
- Combretum racemosum
- Combretum rupicola
- Combretum schumannii Engl.
- Combretum trifoliatum
- Combretum vendae Van Wyk
- Combretum wattii Exell
- Combretum woodii Duemmer
- Combretum zeyheri Sond.